# Vlado Maleski
Vlado Maleski (en macédonien Владо Малески), né à Struga (royaume de Yougoslavie, aujourd'hui en Macédoine du Nord), en 1919 et mort dans la même ville en 1984 était un écrivain, un activiste politique et un résistant macédonien. Il a écrit plusieurs romans et nouvelles, mais il est surtout connu comme l'auteur des paroles de Denes nad Makedonija, l'hymne macédonien, et du scénario de Frosina, le premier long métrage macédonien. 
Vlado Maleski a commencé ses études à Shkoder, en Albanie, puis au lycée de Bitola, en Yougoslavie. Il s'est ensuite inscrit en droit à l'université de Belgrade, mais a dû interrompre ses études pendant la Seconde Guerre mondiale. Il participe ensuite activement à la Résistance macédonienne. Il commence à être reconnu pour son talent littéraire à la Libération et il devient directeur de Radio Skopje. Au cours de sa vie, il poursuit également une carrière diplomatique puisqu'il est nommé ambassadeur yougoslave au Liban, en Éthiopie et en Pologne. Il a aussi été membre de la présidence de la république socialiste de Macédoine.
Vlado Maleski a reçu plusieurs prix yougoslaves : les prix 11 octobre, 4 juillet et AVNOJ.